# Biosub
BioSUB war eine Unterwasserstation des australischen Meeresbiologen Lloyd Godson, in der er im April 2007 für zwölf Tage unter der Wasseroberfläche eines Sees in der Nähe von Albury im südlichen New South Wales/Australien wohnte. Schwerpunkt des Projekts war das Erreichen eines höchstmöglichen Grades an Autarkie.
Das kleine Habitat bestand aus einem rechteckigen Container mit den Dimensionen von etwa 2 × 3 m und einem Volumen von 20 m³. Es war gerade groß genug, um ein Bett, einen kleinen Bioreaktor, einen Fahrrad-Heimtrainer und ein WC zu beherbergen. Es hatte ein Gewicht von 2 t und war mit 28 t Beton am Seeboden verankert. Der Zugang lag an der Unterseite.
Lloyd Godson beabsichtigte mit dem Projekt, Schulkinder für Wissenschaft zu begeistern. Zu diesem Zwecke war eine Intercom-Leitung eingerichtet, durch die Besucher ihn live kontaktieren konnten.

## Finanzierung
Lloyd Godson gewann 2005 mit dem Vorschlag, in seinem BioSUB-Habitat mindestens zehn Tage zu leben, den Wettbewerb Wildest Adventure Competition des Australian Geographic Magazine. Das Preisgeld von 50.000 $ (AU) nutzte er, um das Vorhaben 2007 umzusetzen.

## BioreaktorBiocoil
Lloyd Godson griff auf ein Projekt der Cascade Highschool in Idaho/USA zurück, die einen Bioreaktor namens Biocoil (englisch für Bio-Spule) zur Klärung von Abwässern gebaut hatten. Dabei wird Luft durch eine Spule aus transparenten Kunststoffschläuchen gepumpt, in denen Chlorella-Algen kultiviert werden. Im Zentrum dieser Spule befinden sich Lampen, die das für das Wachstum der Algen notwendige Licht lieferten. Biocoil hatte folgende Funktionen:
- Die Algen sollten das giftige Kohlendioxid aus der Luft filtern.
- Durch die Umwandlung von Kohlendioxid in Sauerstoff war das System in der Lage, 10 % des notwendigen Sauerstoffs zu produzieren. Die weitere Zufuhr von Frischluft geschah über zwei Kompressoren an der Oberfläche bzw. am Ufer.[4]
- Obwohl Chlorella-Algen verzehrbar sind und sie Lloyd Godson somit dazu gedient hätten, sich zumindest symbolisch seine eigene Lebensmittel zu produzieren, zog er es vor, sich Essen von der Oberfläche liefern zu lassen.[2]
- Auch die Wiederverwendung von Urin, der dem Biocoil-System zugeleitet wurde, sollte erprobt werden.[5]

## Energie
Die notwendige Energie zum Betrieb des Bioreaktors und diverser Elektronik wie sein Laptop produzierte Lloyd Godson mithilfe eines Fahrrad-Heimtrainers. Unterstützend verfügte er allerdings über eine Photovoltaikanlage und Methan-Brennstoffzellen.

## Dokumentierte Probleme
- Die Luftfeuchtigkeit innerhalb des Habitats betrug wie vorhergesehen 100 %, so dass bei einer konstanten Temperatur von 21,5 °C Kleidung nicht trocknete und Wasser von Decke und Wänden tropfte.
- Da das Biocoil-System nicht genügend Kohlendioxid aus der Luft filterte, stieg der Kohlendioxid-Spiegel im Habitat rapide an. Daraus resultierten lange Schlafperioden und ein erhöhter Blutdruck.[6]
- Durch die strenge Isolation und widrige Umstände sank Godsons Stimmung stark, bis er selbst den Sinn des Projekts in Frage stellte. Mit dem Erreichen des offiziellen Ziels von zehn Tagen besserte sich jedoch seine Stimmung.[4] Am elften Tag zeigten sich Anzeichen von psychologischem Stress wie Paranoia. Am zwölften Tag litt er zusätzlich zu hohem Blutdruck an Schwindelanfällen und beugte sich den Empfehlungen der Mediziner, das Projekt abzubrechen. Obwohl er selbst ein Ziel von dreizehn Tagen anvisierte, führte die Summe von physiologischen und psychologischen Problemen am zwölften Tag zur vorzeitigen Beendigung des Projekts. Es ist jedoch nicht klar, wodurch die Probleme entstanden. Mögliche Gründe sind die Zusammensetzung des Atemgases, die strikte Isolation oder allgemeiner Stress.[2]

## Folgeprojekt im Legoland Günzburg
Das Folgeprojekt im Legoland Günzburg dauerte 14 Tage zwischen dem 30. März und 13. April 2010. Das Habitat hatte diesmal eine Größe von 4 m² und befand sich in einem dortigen Aquariumbecken. Diesmal verfügte es nicht über den Bioreaktor, sondern bezog das Atemgas von der Wasseroberfläche.
Das Projekt wurde aufmerksam von Medizinern des Divers Alert Network (DAN) beobachtet, dabei insbesondere die mögliche Verdickung des Blutes durch die entfeuchtete Kompressorluft und deren physiologische Auswirkungen, sowie die erhöhte Produktion von Erythropoetin durch eventuelles Absinken des Sauerstoffspiegels im Habitat. Es kam während des Experiments jedoch zu keiner gesundheitlichen Beeinträchtigung.
Während des Projekts generierte Lloyd Godson wie auch schon im BioSUB-Projekt mit einem Fahrrad-Heimtrainer in 336 Stunden 2502 Wattstunden Elektrizität. Das entspricht einer Strecke von 625 km. Diese Leistung brachte ihm einen Eintrag ins Guinness-Buch der Rekorde ein.
Der Kohlendioxid- und Sauerstoffspiegel im Habitat wurde durch einen Dräger X-am 7000 Multi-Gas-Detektor überwacht.
Das Projekt fand in der Dokumentation Naked Science: City Under The Sea des National Geographic Channels Erwähnung und erhielt in der Kategorie PR-Activity die Silbermedaille der deutschen Econ Awards basierend auf folgenden Daten:
- 100.000 Personen besuchten das Experiment direkt, sahen sich die Webcam-Übertragung an oder nahmen per sozialer Medien daran teil.
- 101.766.976 Zuschauer per Printmedien, Radio, Internet oder Fernsehen[11]